# Вымпел

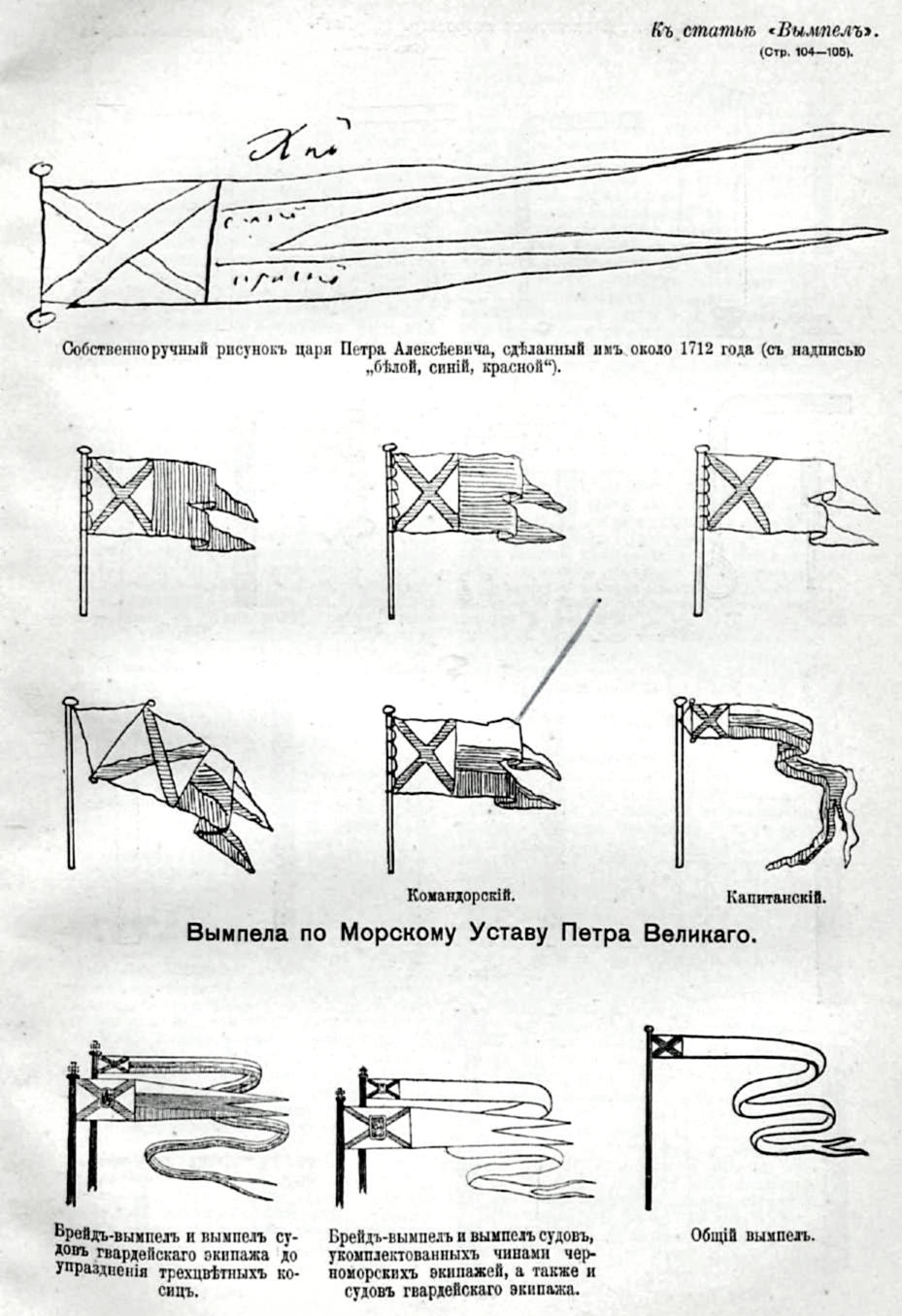
Рисунки из статьи «Вымпел»
(«Военная энциклопедия Сытина»)

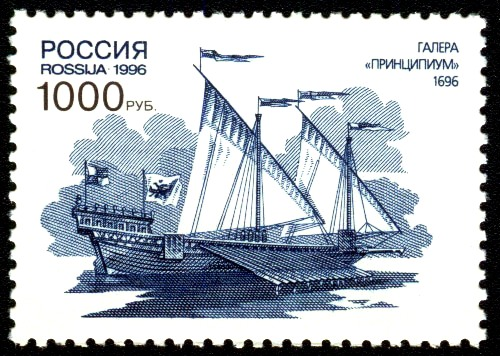
Русская галера «Принципиум» армейского флота.

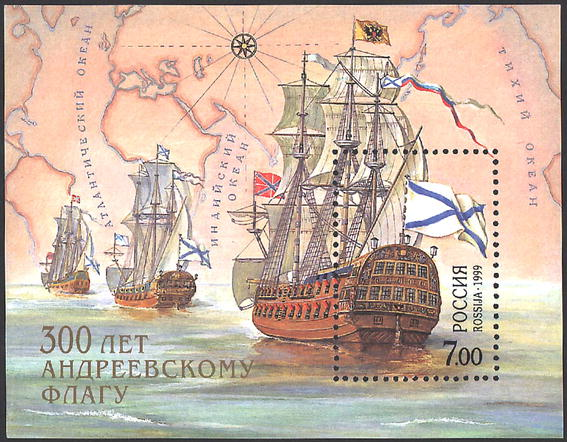
Почтовый блок «300 лет Андреевскому флагу».

Вы́мпел (нидерл. wimpel) — узкий длинный флаг, чаще всего раздвоенный на конце.
В словаре В. И. Даля указано, что Вымпел — род флага или значка тесьмой, с двумя косицами или хвостами, подымаемый под клотиком, на самой вершине мачты корабля. Подъёмная снасть для вымпела называется Вымпелфал.

## История
Вымпел поднимается на военных кораблях для обозначения государственной принадлежности, в другом источнике указано что, поднимаемый на верхушке мачты вымпел означает, что судно в кампании. Вымпелы коммерческих судов, как правило, другие, произвольной формы и цвета.
Русский национальный (или ординарный) вымпел в Российской империи состоял из короткой, ближайшей к флагштоку части (головки), имеющей синий Андреевский крест в белом поле, остальная длинная часть вымпела была тоже белая. Поднимался вымпел на грот-брам-стеньге. В присутствии высочайших особ на корабле поднимался брейд-вымпел, который служил также признаком флагманского корабля. Выражения «пять или десять вымпелов на рейде, в море» и тому подобное употреблялось для означения числа военных судов на рейде, в море и так далее. 
5 (17) июня 1819 года для кораблей, комплектовавшихся из матросов и офицеров Гвардейского экипажа (фрегат «Меркуриус» и 5 придворных яхт), были утверждены Георгиевский флаг адмирала, Георгиевский шлюпочный флаг вице-адмирала, Георгиевский шлюпочный флаг контр-адмирала, Георгиевский вымпел и Георгиевский брейд-вымпел.
Позже значение слова расширилось и оно стало означать не только корабельные флаги, но и различной формы флажки, которые обрамлены шнуром, бахромой, могут иметь кисть и подвешиваются на шнур.
По-русски традиционно назывался прапор. В Польше называется прапорец.

## Виды вымпелов
- Брейд-вымпел — служит символом нахождения на корабле высоких военных чинов, а также признаком флагманского корабля.
- Вымпел, или флаг яхт-клуба — небольшой флаг, на котором изображён символ яхт-клуба владельца судна, организации парусного спорта или лодочной станции.
- Космический вымпел — представляет собой металлическую пластинку с изображением государственных символов. Официально именуются вымпелами. Вымпелы Советского Союза были доставлены на Луну, Марс и Венеру. Вымпелы Союза ССР, как правило, имели изображение герба Союза ССР, название космической программы и год доставки.
- Спортивный вымпел — представляет собой символ спортивного соревнования, клуба, организации.

## Изображения

Виды различных вымпелов
Вымпел военных судов Рабоче-Крестьянского Красного флота
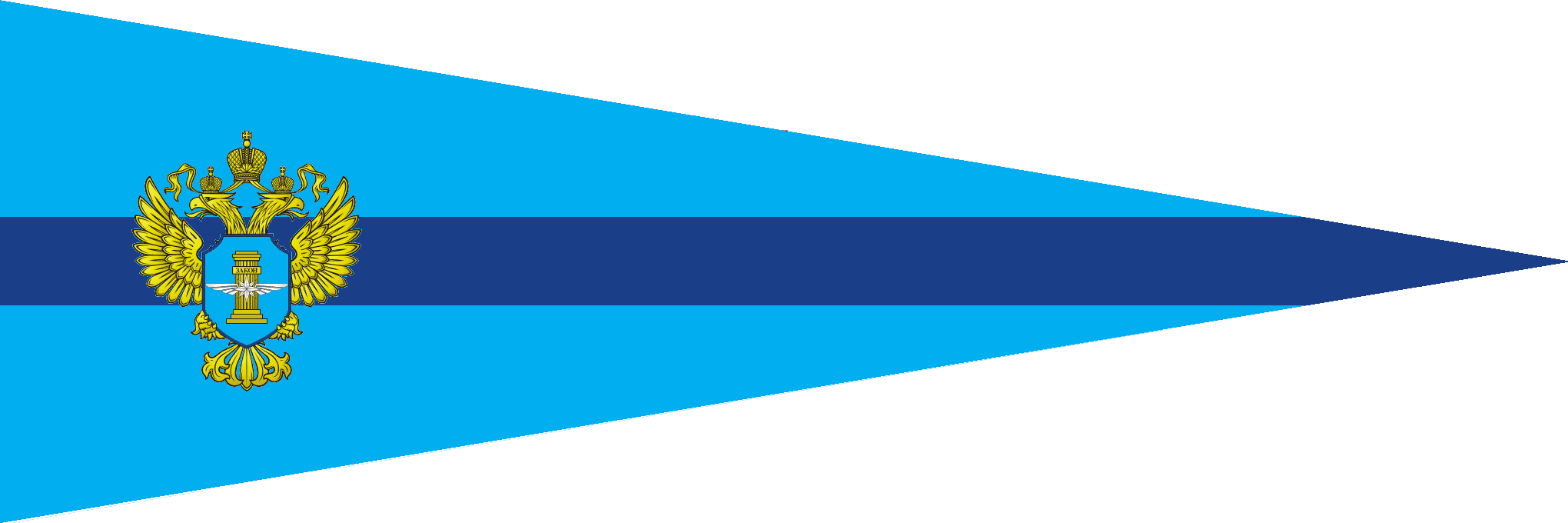
Вымпел руководителя Ространснадзора
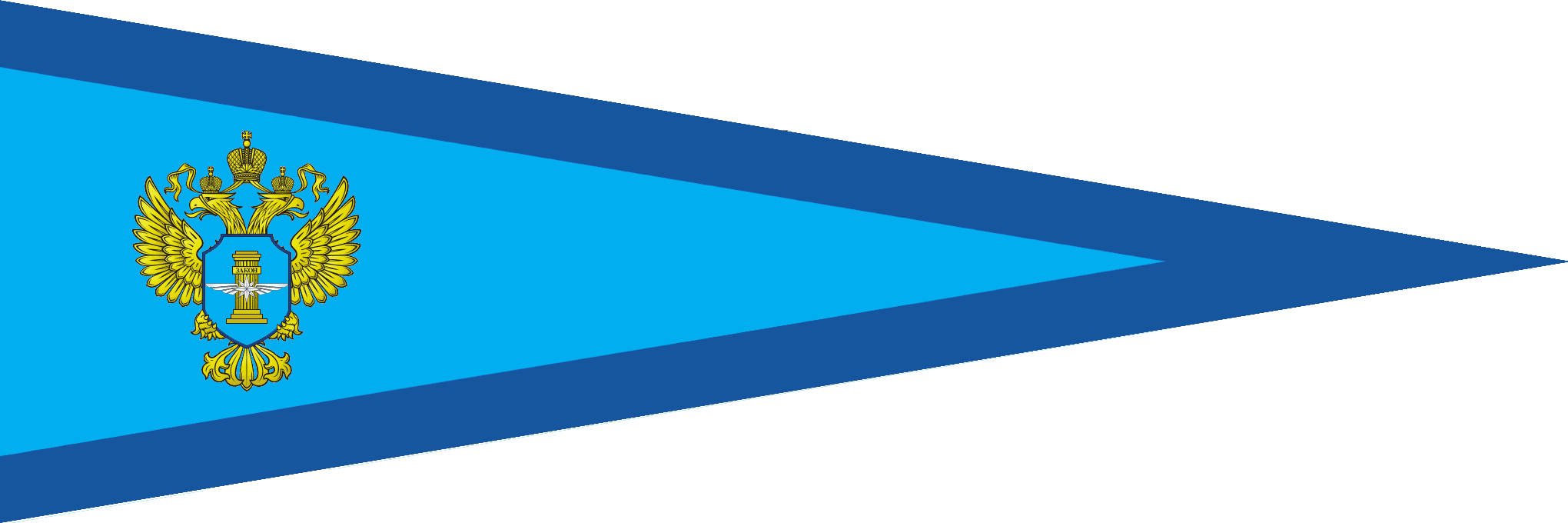
Вымпел судов Ространснадзора
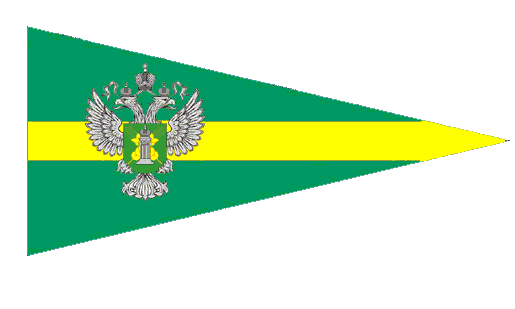
Вымпел руководителя Россельхознадзора
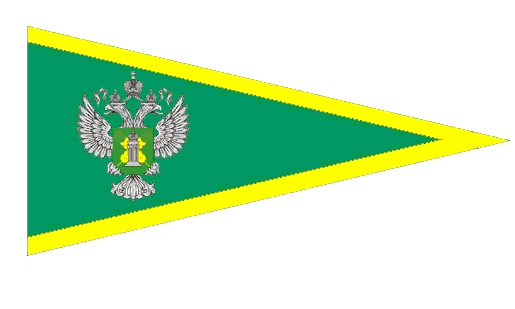
Вымпел судов Россельхознадзора
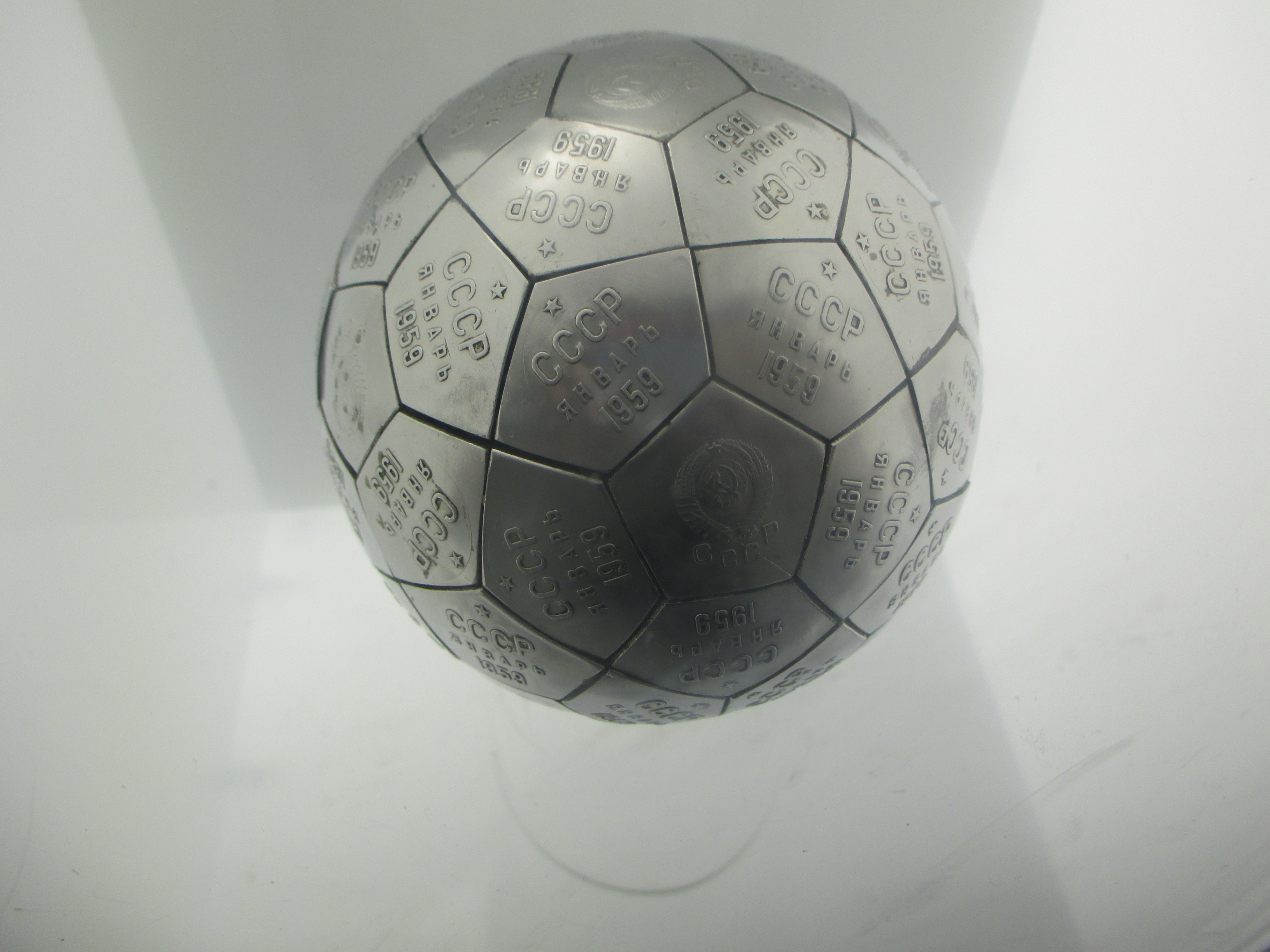
Копия вымпела, доставленного на Луну, Канзасский центр космосферы и космоса
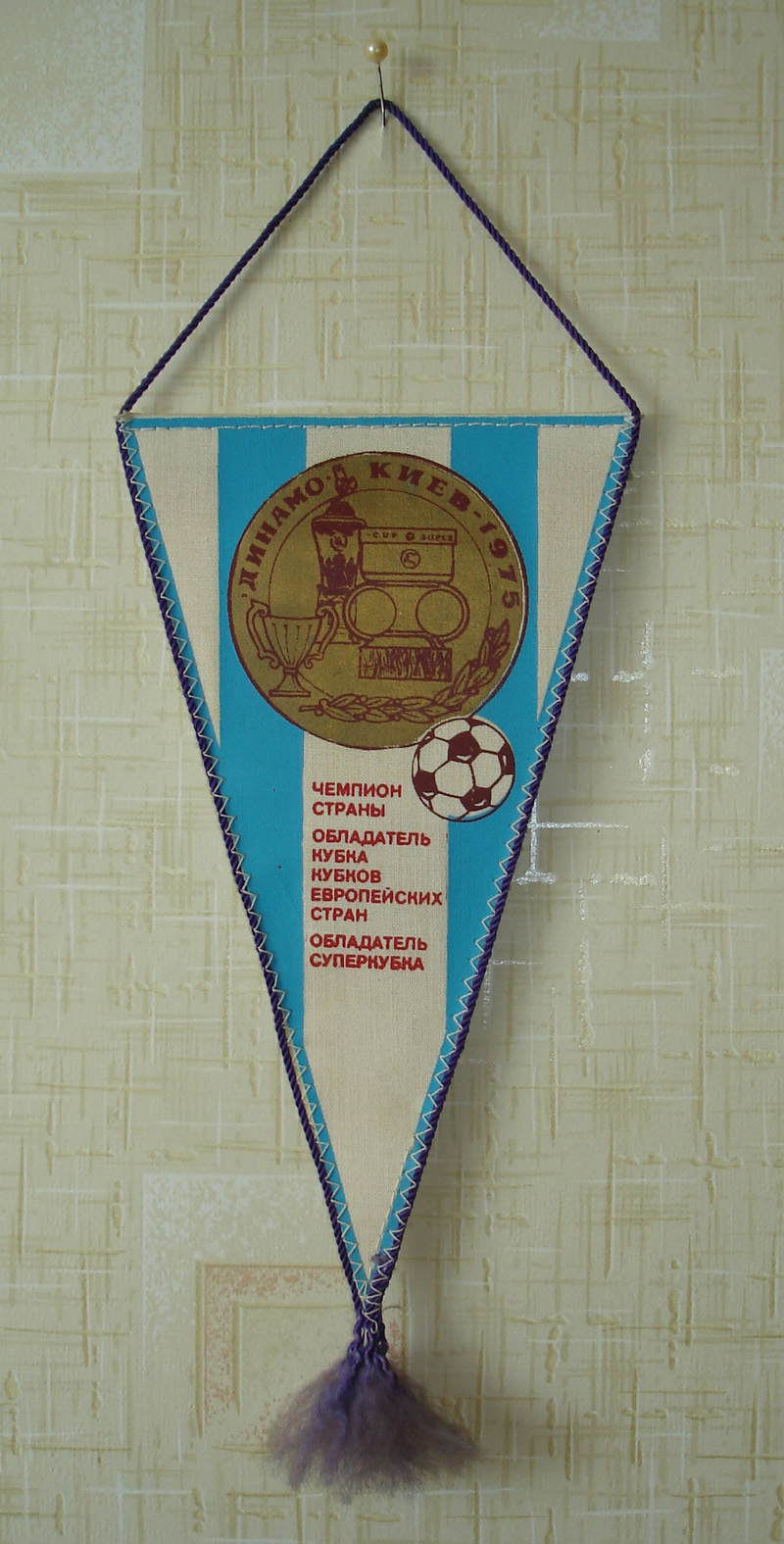
Вымпел футбольного клуба Динамо (Киев)